# Slag bij de Halys
De Slag bij de Halys vond plaats bij de rivier de Halys op 28 mei 585 v.Chr. tussen de Meden onder Cyaxares II en de Lydiërs onder Alyattes II. Het was de laatste veldslag in een jarenlange oorlog. De slag werd stopgezet omdat er zich een totale zonsverduistering voordeed. Dit werd geïnterpreteerd als een teken van de goden, die de oorlog wilden beëindigd zien. Onder Babylonische bemiddeling werd een verdrag gesloten. Alyattes' dochter Aryenis huwde als gevolg van dit verdrag met de zoon van Cyaxares, Astyages. De Halys werd de grens tussen beide rijken.
Omdat de datum van de zonsverduistering perfect te berekenen valt, is dit de oudste veldslag waarvan de datum met zoveel zekerheid kan bepaald worden.